# Wolston
Wolston es una parroquia civil y un pueblo del distrito de Rugby, en el condado de Warwickshire (Inglaterra).

## Geografía
Según la Oficina Nacional de Estadística británica, Wolston tiene una superficie de 11,35 km².

## Demografía
Según el censo de 2001, Wolston tenía 2357 habitantes (48,58% varones, 51,42% mujeres) y una densidad de población de 207,67 hab/km². El 20,87% eran menores de 16 años, el 71,28% tenían entre 16 y 74 y el 7,85% eran mayores de 74. La media de edad era de 38,85 años. Del total de habitantes con 16 o más años, el 24,66% estaban solteros, el 58,61% casados y el 16,73% divorciados o viudos.
El 96,61% de los habitantes eran originarios del Reino Unido. El resto de países europeos englobaban al 1,82% de la población, mientras que el 1,57% había nacido en cualquier otro lugar. Según su grupo étnico, el 97,66% eran blancos, el 1,02% mestizos, el 0,98% asiáticos y el 0,13% negros. El cristianismo era profesado por el 79,6%, el hinduismo por el 0,21%, el islam por el 0,13%, el sijismo por el 0,34% y cualquier otra religión, salvo el budismo y el judaísmo, por el 0,13%. El 11,11% no eran religiosos y el 8,48% no marcaron ninguna opción en el censo.
1224 habitantes eran económicamente activos, 1183 de ellos (96,65%) empleados y 41 (3,35%) desempleados. Había 940 hogares con residentes y 19 vacíos.